# نیوتنویل (آلاباما)
نیوتنویل (به انگلیسی: Newtonville) یک منطقهٔ مسکونی در ایالات متحده آمریکا است که در شهرستان فایت، آلاباما واقع شده‌است. نیوتنویل ۹۵٫۱ متر بالاتر از سطح دریا قرار دارد.